# Horace Green
Horace Green (23 tháng 4 năm 1918 – tháng 7 năm 2000) là một cầu thủ bóng đá người Anh có 367 lần ra sân ở Football League thi đấu cho Halifax Town và Lincoln City. Ông thi đấu ở vị trí right half hoặc hậu vệ.

## Cuộc đời và sự nghiệp
Green sinh ra ở Barnsley, Yorkshire. Ông bắt đầu sự nghiệp bóng đá cùng với Worsbrough Bridge Old Boys, trước khi gia nhập câu lạc bộ Halifax Town vào tháng 7 năm 1936. Ông có màn ra mắt ở mùa giải 1937–38, và ở lại câu lạc bộ cho đến tháng 2 năm 1949, mặc dù Thế chiến thứ II ngăn cản sự nghiệp thi đấu của ông 7 năm. Ông chuyển đến Lincoln City, nơi ông được đá chính thường xuyên trong 5 năm, và có lần ra sân cuối cùng vào tháng 10 năm 1954.
Green mất vào tháng 7 năm 2000.